# Mark Evans
Mark Whitmore Evans (2. března 1956, Melbourne, Austrálie) je australský baskytarista. V letech 1975-1977 byl členem hardrockové kapely AC/DC, s níž nahrál alba T.N.T, High Voltage, Dirty Deeds Done Dirt Cheap a Let There Be Rock. V letech 1977 až 1979 byl členem kapely Finch (později přejmenované na Contraband). Později hrál v kapele Cheetah, která však příliš dlouho neexistovala. V roce 2011 vydal autobiografickou knihu nazvanou Dirty Deeds: My Life Inside/Outside of AC/DC.